# Чайка андійська
Чайка андійська (Vanellus resplendens) — вид птахів родини сивкових (Charadriidae).

## Поширення
Населяє різні тропічні та субтропічні екосистеми Анд від західної Колумбії до північного Чилі та північного заходу Аргентини. Середовище проживання включає тропічні або субтропічні високогірні луки, озера, річки, болота та пасовища вище 3000 м. Вид веде осілий спосіб життя, спускаючись на дещо нижчі висоти в зимові місяці.

## Опис
Птах завдовжки 33 см і вагою від 193 до 230 г. Це чайка із кремовою або сірою головою, темно-коричневою плямою під очима, бронзово-зеленим верхньою частиною тіла з фіолетовими дзеркалами на надкрилах і темно-сірими грудьми з темною облямівкою до білого низу. Дзьоб рожево-помаранчевий з чорним кінчиком, райдужка і ноги червонуваті. Статі не відрізняються.

## Спосіб життя
Період розмноження припадає на період з жовтня по грудень, рідше до січня або лютого. Кладка складається з 3—4 коричневих яєць.